# Bołcicze
Bołcicze (biał. Боўцічы; ros. Болтичи) – wieś na Białorusi, w obwodzie brzeskim, w rejonie baranowickim, w sielsowiecie Horodyszcze.
W dwudziestoleciu międzywojennym wieś leżała w Polsce, w województwie nowogródzkim, w powiecie baranowickim.